# قلابچه‌ماهی انگشت‌قرمز
قلابچه‌ماهی انگشت‌قرمز (نام علمی: Porophryne erythrodactylus) نام یک گونه از خانواده قورباغه‌ماهی است.